# Récif de Cook
Le récif de Cook est un important récif de Nouvelle-Calédonie dans les îles Belep.

## Géographie
Il est situé à environ 30 km à l'Est de l'île Pott et fait partie de la zone du Grand Lagon Nord.
Sa profondeur varie de 50 cm à 1 m d'eau.

## Histoire
Il a été reconnu par James Cook en 1774.